# 캐롤라이나귀상어
캐롤라이나귀상어(학명:Sphyrna gilberti)는 흉상어목 귀상어과에 속하는 물고기이다. 몸길이는 최대 3.3m로서 중대형인 상어종에 속한다.

## 특징과 먹이
캐롤라이나귀상어는 2013년에 새로이 발견되어 명명이 된 종으로 영어권에서는 캐롤라이나 해머헤드 샤크(Carolina hammerhead Shark)라는 이름으로 불린다. 홍살귀상어와 대체적으로 특징이 유사하지만 DNA라는 유전자가 다르며 홍살귀상어와는 달리 등쪽이 적갈색이 아닌 회청색이란 차이점이 있고 양쪽의 눈이 다른 귀상어들보다 크게 돌출되어 있다는 차이점이 있다. 척추의 갯수가 다른 귀상어들에 비해서 더 적은 것도 차이점이며 베쪽은 흰색을 띈다. 미국의 사우스 캐롤라이나 대학에서 어류 학자인 조 콰드로가 2013년에 새로이 발견하여 명명한 종이며 귀상어의 종류에서는 큰귀상어를 다음으로 큰 종이 된다. 사람에게 위험한 상어로 분류가 되지만 아직 사람을 공격했다는 보고가 없으며 사람을 보면 가급적 피하는 어종이다. 먹이로는 멸치, 청어, 정어리, 고등어, 꽁치와 같은 물고기들과 게와 같은 갑각류랑 오징어와 같은 두족류를 먹고사는 육식성물고기에 속한다.

## 서식지, 산란기, 어획, 보호 활동
캐롤라이나귀상어의 주요한 서식지는 대서양으로 북아메리카와 남아메리카의 대륙붕으로 이뤄진 연안에서 주로 서식한다. 수심 10~120m의 수심에서 서식하는 표해수대의 어류이다. 산란기는 11월~2월사이의 늦은 가을과 겨울이며 산란기에 수컷의 수정을 받은 암컷은 9개월~11개월의 임신 기간을 거쳐 이듬해의 여름과 가을에 20~30마리의 유어를 출산한다. 캐롤라이나귀상어는 식용으로도 쓰이는 어종으로 주로 샥스핀, 고기, 스테이크 스쿠알렌, 회로 많이 먹는 어류이다. 하지만 캐롤라이나귀상어도 사람들의 남획으로 인해 멸종위기에 처한 어종으로 국제 자연 보전 연맹(IUCN)에서 개체수의 보호를 받는 어종이다.

## 같이 보기
- 흉상어목
- 귀상어과